# ゲオルク・ハインリヒ・フォン・ゲルツ

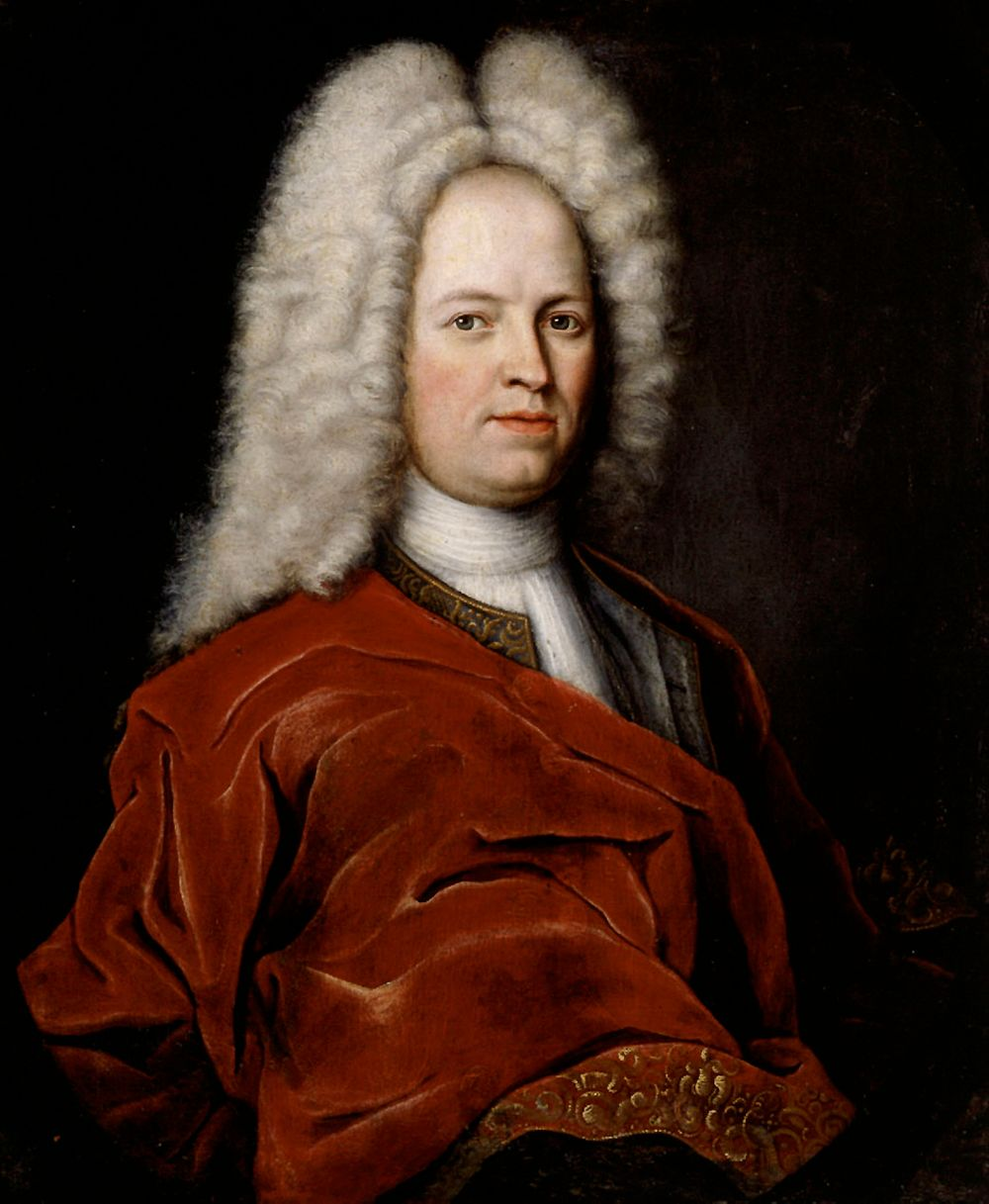
ゲオルク・ハインリヒ・フォン・ゲルツ

ゲオルク・ハインリヒ・フォン・ゲルツ（ドイツ語: Georg Heinrich von Görtz、1668年 - 1719年2月19日）は、ホルシュタイン公国とスウェーデンの政治家、外交官である。大北方戦争で活躍したが、スウェーデン王カール12世の死後に処刑された。

## 生涯
イェーナ大学で学んだ後、ホルシュタイン＝ゴットルプ家の大臣になり、スウェーデン王カール12世の姉ヘドヴィグ・ソフィア（シュレースヴィヒ＝ホルシュタイン＝ゴットルプ公フレデリク4世の妻）が1708年に死去した後はホルシュタイン＝ゴットルプ公カール・フリードリヒがわずか8歳だったため強い影響力を有するようになった。初期はホルシュタイン＝ゴットルプ家の権力を強化してデンマーク＝ノルウェーのそれを弱体化させようとしたため、カール12世のアルトランシュテット滞在中（1706年 - 1707年）にカール12世の注目をホルシュタイン問題に移そうとし、1713年にスウェーデンのマグヌス・ステンボック元帥がエルベ川を渡ってホルシュタインに進軍したときはデンマークとの決裂を回避しながらできるだけの援助を与え、テンニング要塞をスウェーデンに明け渡したほどだった。ゲルツは続いてデンマークとロシアの関係緊張に乗じてロシア・ツァーリ国、プロイセン王国、ザクセン選帝侯領との交渉に乗り出し、デンマークを孤立しようとしたが、カール12世がドイツにおける残りの領地を救うためにシュテッティンをプロイセンに割譲することを拒否したため失敗に終わった。またカール・フリードリヒをスウェーデン国王に据える試みとカール・フリードリヒをロシアのツァレーヴナ（皇女）アンナ・イヴァノヴナと結婚させようとの試みも失敗に終わった。1713年のテンニング包囲戦ではステンボックの降伏交渉を担当した。
1714年、カール12世がオスマン帝国を離れてシュトラールズントに到着すると、ゲルツはすぐさまに彼を歓迎した。そして、ゲルツがカール12世でただ一人、スウェーデンの国力が疲弊しておらず、精力的な外交活動を行うだけの力があるというカール12世の信念を共有していたため、カール12世はゲルツに全幅の信頼を置くようになり、ゲルツは絶大な影響力を誇った。ゲルツは名目上ではカール12世のホルシュタイン担当大臣だけであったが、実質的には財務大臣、諸外国への特命公使などと全ての権力を有していた。例えば、彼は銅製の硬貨を発行してスウェーデンの財政状況を改善しようとしたが、カール12世がゲルツの不在中に大量の銅製硬貨を発行してしまったためゲルツの施策が失敗に終わった。そして、1718年が終わる頃にはスウェーデン国民がカール12世の失策をゲルツに帰するほど人気を失ったが、彼はそれでもスウェーデンが完全に破滅する前にその敵国と講和しようとした。彼はまずロシアとの講和を試み、オーランド諸島での会議で比較的に有利な条件を引き出したが、カール12世が戦況を楽観視しすぎてそれを拒否した。ゲルツは同時にスペインのジュリオ・アルベローニ枢機卿とグレートブリテン王国のホイッグ党政権とも交渉したが、カール12世が突如死去したことで全てが無に帰した。ゲルツはすぐさまに裁判にかけられ、弁護士を雇うことも文字を書くことも許されないまま斬首刑に処された。

## 評価
ブリタニカ百科事典第11版はゲルツの才能をナポレオン戦争時代の外交官クレメンス・フォン・メッテルニヒとシャルル＝モーリス・ド・タレーラン＝ペリゴールに比肩すると評した。